# Затверецкий бульвар
Затверецкий бульвар (ранее Слобода на поле, Жуко́вская улица) — улица в Заволжском районе Твери. Одна из главных улиц исторической части города Затверечье.

## География
Затверецкий бульвар пересекает Затверечье с юга на север, несколько раз немного сдвигается или меняет направление. Начинается к северу от улицы Кропоткина (56°51′48″ с. ш. 35°56′04″ в. д.) и продолжается в северном направлении. Пересекает (часто со сдвигом) следующие улицы: Розы Люксембург, Академика Туполева, 1-й Клубный переулок, Дурмановский переулок, Третьяковский переулок, Литейный переулок, Стрелковую улицу и переходит в улицу Шишкова (56°52′52″ с. ш. 35°55′39″ в. д.).
Общая протяжённость Затверецкого бульвара составляет 2,1 км.

## История
Участок от 1-го Коубного переулка до Дурмановского появился в начале XIX века. Он назывался Слободой на поле, это связано с тем, что дальше на восток простиралось незастроенное поле, переходящее в болотистую местность. Эта улица застраивалась частным сектором только с одной западной стороны.
В конце 1920-х — начале 1930-х годов одновременно со старым употреблялось также новое название — Жуко́вская улица.
В 1933 году улица была продлена до Третьяковского переулка и переименована в Затверецкий бульвар. Новое наименование связано с расположением и шириной улицы.
Новые кварталы бульвара были застроены частным сектором и одноэтажными жилыми домами.
В середине 2000-х годов на улице Академика Туполева за домом № 51 был построен частный дом № 51 к. 1.

## Организации и учреждения
- ООО «Строймаш».
- Гостиница «Тверичанка».